# کنجی تاکیزاوا
کنجی تاکیزاوا (انگلیسی: Kenji Takizawa؛ زادهٔ ۸ ژوئن ۱۹۴۰) بازیکن هاکی روی چمن اهل ژاپن بود.